# Бач (община)
Бач (серб. Бач) — община в Сербии, входит в Южно-Бачском округе.
Население общины составляет 15 283 человек (2007 год), плотность населения составляет 42 чел./км². Занимаемая площадь — 365 км², из них 70,8 % используется в промышленных целях.
Административный центр общины — город Бач. Община Бач состоит из 6 населённых пунктов, средняя площадь населённого пункта — 60,8 км².

## Статистика населения общины
| Год  | Население, чел. |
| ---- | --------------- |
| 1991 | 17083           |
| 2001 | 16349           |
| 2002 | 16226           |
| 2003 | 16066           |
| 2004 | 15925           |
| 2005 | 15711           |
| 2006 | 15493           |
| 2007 | 15283           |

## Населённые пункты
1. Бач
2. Бачко-Ново-Село
3. Боджяни
4. Вайска
5. Плавна
6. Селенча